# Sergueï Istomin
 (novembre 2011).
Si vous disposez d'ouvrages ou d'articles de référence ou si vous connaissez des sites web de qualité traitant du thème abordé ici, merci de compléter l'article en donnant les références utiles à sa vérifiabilité et en les liant à la section « Notes et références ».
Pour les articles homonymes, voir Istomine.
Sergueï Istomine (en russe : Сергей Истомин) est un violoncelliste et gambiste russe installé en France.

## Biographie
Il commence ses études de violoncelle à l’âge de six ans à l’école Gnesin, à Moscou (Russie), école pour enfants surdoués et y obtient son Baccalauréat. Il reçoit sa maîtrise au Conservatoire Tchaïkovski à Moscou où il est l’élève de Valentin Feighin. Il poursuit ses études universitaires en viole de gambe avec Catharina Meints au Conservatoire de musique et à l’Institut de musique baroque d’Oberlin (Ohio) aux États-Unis. 
Il travaille régulièrement avec l'orchestre Anima Eterna (violoncelle solo) et avec le Tafelmusik Baroque Orchestra. Il se produit dans des concerts de musique solo et aussi de musique de chambre en duo ou en trio avec des artistes tels que Viviana Sofronitsky, Jos van Immerseel, Claire Chevallier et Midori Seiler. 
Il participe également à de nombreux festivals partout dans le monde, comme le Festival de Beaune, La Folle Journée de Nantes, le Festival van Vlaanderen, Schleswig-Holstein et Sopron. Son répertoire comprend les œuvres de musique baroque, musique classique, romantique et contemporaine. 
Actuellement, il vit en Belgique.

## Discographie
- Frédéric Chopin : œuvre complète pour violoncelle et piano, Viviana Sofronitsky et Sergueï Istomine, Passacaille Musica Vera, Belgique.
- Joseph Haydn : Concerts pour violoncelle, avec l'ensemble Apollo et David Rabinovich, Passacaille Musica Vera, Belgique.
- Felix Mendelssohn : œuvre complète pour violoncelle et piano, Viviana Sofronitsky (pianoforte) et Sergueï Istomine (violoncelle), Passacaille Musica Vera, Belgique.
- Abel, Schenk, Telemann : Virtuoso solos pour viole de gambe, Analekta, fleurs de lys FL 2 3144.
- J. S. Bach : Six suites pour violoncelle solo sans basse continue, Analekta, fleur de lys FL 23114-5.
- Franz Liszt : Pièces tardives, Zig-Zag Territoires/Harmonia Mundi ZZT 040902.
- J.S. Bach : Notenbüchlein für Anna Magdalena Bach, extraits, Analekta, AN 2 8251.
- C.P.E. Bach : Sonates pour trio, musique à la cour de Frédéric le Grand, CBC Records, MVCD 1117.
- Clérambault : Les Coucous Bénévoles, CBC Records, Musica Viva MVCD 1152.
- Jardins de Versailles, Les Coucous Bénévoles, Artifact Music.
- Une heure avec C.P.E. Bach, Music and Arts Programs of America CD – 1037.
- Petit livre d'Anna Magdalena Bach de Johann Sebastian Bach, avec Karina Gauvin et Luc Beausejour